# Dywizja Jana Henryka Dąbrowskiego (1813)
Dywizja Jana Henryka Dąbrowskiego – polska formacja wojskowa okresu napoleońskiego.

## Historia dywizji
Mimo totalnej klęski Napoleona w wyprawie moskiewskiej książę Józef Poniatowski przystąpił do odtwarzania armii. Stosując metody kościuszkowskie: intensywny pobór dymowy i wcielając bataliony gwardii narodowej do pułków liniowych uzyskał doskonałe efekty. Stary żołnierz tworzył doskonałe kadry, a rekrut prędko stawał się starym żołnierzem.
Dywizja Jana Henryka Dąbrowskiego tuż przed „bitwą narodów” weszła w skład VIII Korpusu Wielkiej Armii.

## Skład dywizji
W skład dywizji dowodzonej przez Jana Henryka Dąbrowskiego weszły odtworzone pułki: 2 pułk piechoty pod komendą płk. Józefa Szymanowskiego i 14 pułk piechoty płk. Cypriana Zdzitowieckiego. Pułki liczyły po dwa bataliony każdy po 450 żołnierzy.
Już w Niemczech Napoleon nakazał utworzyć z resztek 4., 7. i 9 pp nowy 4 pułk piechoty pod dowództwem płk. Michała Cichockiego i z początkiem lipca 1813 roku przyłączył go do Dywizji Jana Henryka Dąbrowskiego.